# Rally-VM 2000
Rally-VM 2000 kördes över 14 omgångar och vanns sensationellt nog av lantbrukaren Marcus Grönholm, Finland som inte ens hade en ordinarie plats i VM när säsongen började. Han vann dock Svenska rallyt och fortsatte så bra att han vann hela VM efter ett flertal segrar.

## Delsegrare
| Datum                  | Rally               | Vinnare         | Bilmärke   |
| ---------------------- | ------------------- | --------------- | ---------- |
| 21-23 januari          | Monte Carlo-rallyt  | Tommi Mäkinen   | Mitsubishi |
| 11-13 februari         | Svenska rallyt      | Marcus Grönholm | Peugeot    |
| 25-27 februari         | Safarirallyt        | Richard Burns   | Subaru     |
| 16-19 april            | Portugisiska rallyt | Richard Burns   | Subaru     |
| 31 mars-2 april        | Katalanska rallyt   | Colin McRae     | Ford       |
| 11-14 maj              | Argentinska rallyt  | Richard Burns   | Subaru     |
| 9-11 juni              | Akropolisrallyt     | Colin McRae     | Ford       |
| 14-16 juli             | Nyzeeländska rallyt | Marcus Grönholm | Peugeot    |
| 18-20 augusti          | Finska rallyt       | Marcus Grönholm | Peugeot    |
| 7-10 september         | Cypriotiska rallyt  | Carlos Sainz    | Ford       |
| 29 september-1 oktober | Korsikanska rallyt  | Gilles Panizzi  | Peugeot    |
| 20-22 oktober          | Sanremorallyt       | Gilles Panizzi  | Peugeot    |
| 9-12 november          | Australienrallyt    | Marcus Grönholm | Peugeot    |
| 23 november            | Brittiska rallyt    | Richard Burns   | Subaru     |

## Slutställning
| Plats | Förare            | Bilmärke   | Poäng |
| ----- | ----------------- | ---------- | ----- |
| 1     | Marcus Grönholm   | Peugeot    | 65    |
| 2     | Richard Burns     | Subaru     | 60    |
| 3     | Carlos Sainz      | Ford       | 46    |
| 4     | Colin McRae       | Ford       | 43    |
| 5     | Tommi Mäkinen     | Mitsubishi | 36    |
| 6     | François Delecour | Peugeot    | 24    |
| 7     | Gilles Panizzi    | Peugeot    | 21    |
| 8     | Juha Kankkunen    | Subaru     | 20    |